# Exostema coriaceum
Exostema coriaceum là một loài thực vật có hoa trong họ Thiến thảo. Loài này được (Poir.) Schult. mô tả khoa học đầu tiên năm 1819.